# Verbove, Sînelnîkove
Verbove (în ucraineană Вербове) este un sat în comuna Novohnide din raionul Sînelnîkove, regiunea Dnipropetrovsk, Ucraina.

## Demografie
Componența lingvistică a localității Verbove
     Ucraineană (88,41%)
     Rusă (11,59%)
Conform recensământului din 2001, majoritatea populației localității Verbove era vorbitoare de ucraineană (88,41%), existând în minoritate și vorbitori de rusă (11,59%).